# Myrmeleon (Myrmeleon) nigrurus
Myrmeleon (Myrmeleon) nigrurus is een insect uit de familie van de mierenleeuwen (Myrmeleontidae), die tot de orde netvleugeligen (Neuroptera) behoort.